# یواس‌اس رینگ‌گلد (دی‌دی-۵۰۰)
یواس‌اس رینگ‌گلد (دی‌دی-۵۰۰) (به انگلیسی: USS Ringgold (DD-500)) یک کشتی بود که طول آن ۱۱۴٫۷ متر (۳۷۶ فوت) بود. این کشتی در سال ۱۹۴۲ ساخته شد.